# Città metropolitana di Torino

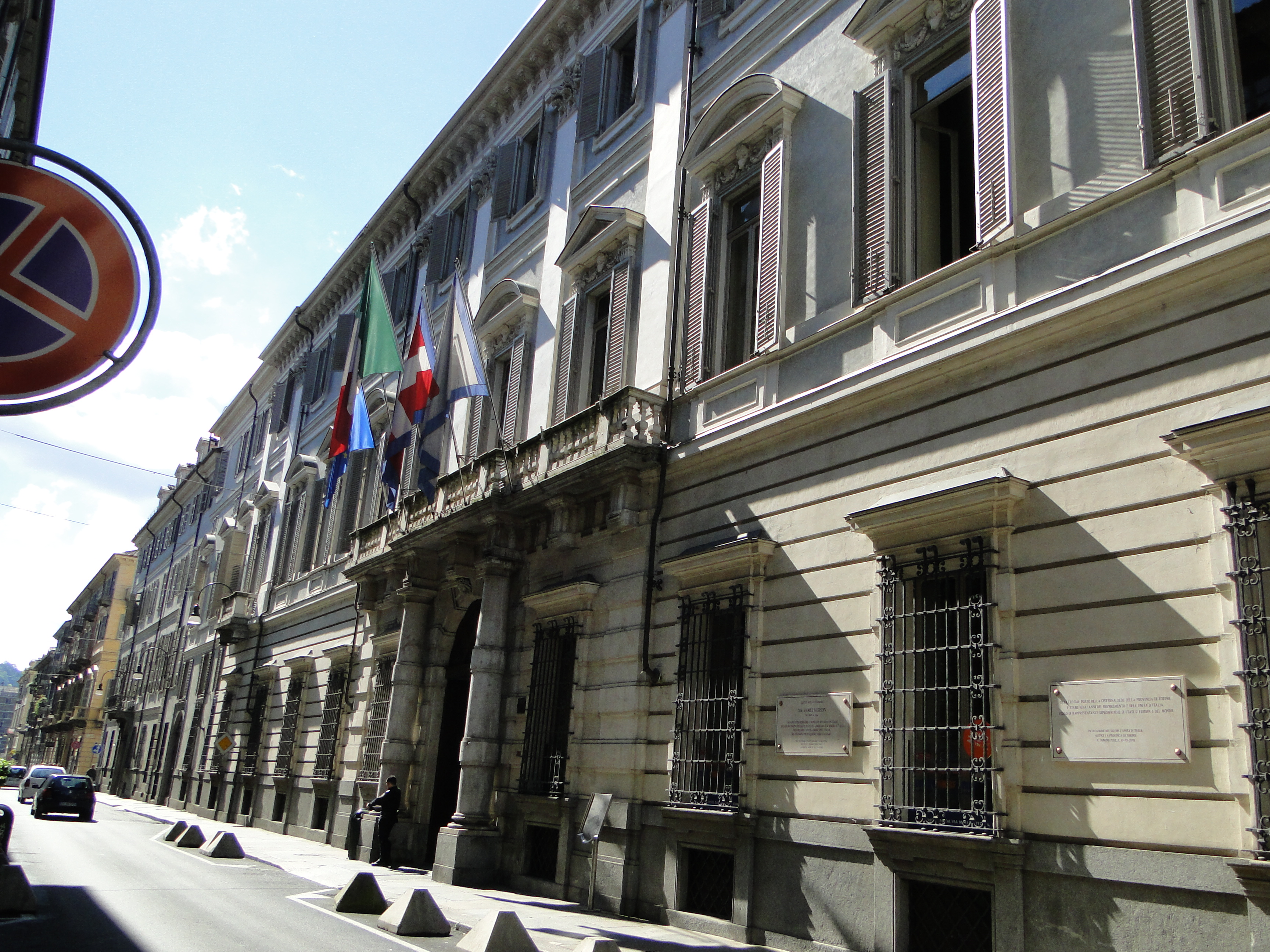
Palazzo Cisterna, sede aulica dell'ente territoriale

La città metropolitana di Torino (sità metropolitan-a 'd Turin in piemontese, ciutat metropolitana de Turin in occitano), anche nota come Torino Metropoli per il suo logo ufficiale, è un ente territoriale di area vasta di 2 207 765 abitanti che si estende su una superficie di 6 827 km², istituita con la legge nº 56 del 7 aprile 2014 e operativa dal 1º gennaio 2015, subentrando alla provincia di Torino della quale ha mantenuto i confini.
Confina a nord con la Valle d'Aosta, a est con le province di Biella, Vercelli, Alessandria e Asti, a sud con la provincia di Cuneo, a ovest con la Francia (dipartimenti della Savoia nella regione Alvernia-Rodano-Alpi e delle Alte Alpi nella Provenza-Alpi-Costa Azzurra). Comprende 312 comuni (primo ente italiano di area vasta per suddivisione comunale). Con una superficie di 6827 km², risulta essere la città metropolitana più estesa d'Italia. Il capoluogo è Torino.

## Descrizione

### Territorio
La città metropolitana è composta da una parte montagnosa a ovest e a nord lungo il confine con la Francia e con la Valle d'Aosta, e una parte pianeggiante o collinare nella zona sud ed est. La parte montuosa ospita parte delle Alpi Cozie, delle Alpi Graie e, in misura molto minore, delle Alpi Pennine.
Dallo spartiacque al confine francese le valli sono allineate pressoché da ovest verso est, e per tutta la loro lunghezza ricadono nel territorio provinciale, tranne alcuni lembi di territori elevati in prossimità dell'attuale confine di stato ceduti alla Francia dopo il Trattato di Parigi fra l'Italia e le potenze alleate nel 1947 (la Valle Stretta e il Colle del Moncenisio sono i lembi più rilevanti tra quelli passati alla Francia). Il punto più elevato della città metropolitana di Torino è costituito dal torrione del Roc (4026 m), situato nel Massiccio del Gran Paradiso al confine con la Valle d'Aosta.
È solcata soprattutto dal fiume Po e da tanti suoi affluenti di sinistra. Il Po, che nasce in provincia di Cuneo, entra nella città metropolitana di Torino arrivando da sud e sale fino a Torino. Superato il capoluogo, prende a fluire verso est e si dirige verso la provincia di Vercelli. Tra gli affluenti di sinistra, elencati nell'ordine in cui alimentano il fiume Po, si menzionano il Pellice (e il suo tributario, il Chisone), la Chisola, il Sangone, la Dora Riparia, la Stura di Lanzo, il Malone, l'Orco, la Dora Baltea e l'Angrogna. Come unici affluenti di destra si ricordano il Tepice, il Banna e il Rio di Valle Maggiore.

### Geografia antropica
La parte montagnosa della città metropolitana, ad ovest e a nord, era suddivisa in 6 comunità montane con lo scopo di salvaguardare le ricchezze del territorio montano; tali comunità montane, soppresse a seguito della riforma degli enti locali, erano:
- Comunità montana Val Chiusella, Valle Sacra e Dora Baltea Canavesana
- Comunità montana Alto Canavese
- Comunità montana Valli Orco e Soana
- Comunità montana Valli di Lanzo, Ceronda e Casternone
- Comunità montana Valle Susa e Val Sangone
- Comunità montana del Pinerolese

## Natura

### Aree protette
Elenco delle aree naturali protette ricadenti nella città metropolitana di Torino:

#### Parchi nazionali
- Parco nazionale del Gran Paradiso

#### Parchi regionali
- Parco naturale dei Laghi di Avigliana
- Parco naturale del Gran Bosco di Salbertrand
- Parco naturale della Collina di Superga
- Parco naturale della Val Troncea
- Parco naturale di Stupinigi
- Parco naturale Orsiera-Rocciavrè
- Parco regionale La Mandria e Parco del Ponte del Diavolo di Lanzo Torinese
- Parco Fluviale del Po: Parco del Po Torinese e Parco del Po Vercellese/Alessandrino

#### Riserve regionali
- Riserva naturale della Madonna della Neve sul Monte Lera
- Riserva naturale della Vauda
- Riserva naturale del Bosco del Vaj
- Riserva naturale speciale del Sacro Monte di Belmonte
- Riserva naturale dell'Orrido di Chianocco
- Riserva naturale dei Monti Pelati
- Riserva naturale dello Stagno di Oulx
- Riserva naturale dell'Orrido di Foresto

#### Parchi provinciali
- Parco naturale del Lago di Candia
- Parco naturale del Monte San Giorgio
- Parco naturale del Monte Tre Denti - Freidour
- Parco naturale di Conca Cialancia
- Parco naturale del Colle del Lys
- Parco naturale della Rocca di Cavour
- istituendo Parco naturale dei Cinque Laghi di Ivrea

### Ambiente
Per i suoi acquisti verdi la città metropolitana si è piazzata al terzo posto dell'European Gpp Award del 2016, alle spalle delle città di Vienna e Torino. Nel corso dello stesso anno la Corona Verde, progetto per la rete verde dell'area metropolitana torinese, ha conseguito il premio La Città per il Verde nella sezione "VerdeUrbano".
In ambito escursionistico, la città metropolitana torinese è l'ente capofila del progetto transnazionale della Strada dei Vigneti Alpini.

### Monumenti simbolo
Due dei monumenti più noti nella città metropolitana sono la Mole Antonelliana, simbolo della città di Torino, e la Sacra di San Michele simbolo del Piemonte.
Nel patrimonio culturale del territorio della città metropolitana di Torino spiccano diversi siti inseriti nel Patrimonio dell'umanità dell'UNESCO: il Sacro Monte di Belmonte, nella valle Orco, compreso nel patrimonio culturale dei Sacri Monti; la maggior parte delle residenze sabaude in Piemonte, tra cui la Reggia di Venaria Reale nell'omonima città, la Palazzina di caccia di Stupinigi a Nichelino, il Castello di Agliè, il Castello di Rivoli, il Castello di Moncalieri e a Torino il Palazzo Reale, il Palazzo Madama e Casaforte degli Acaja, il Palazzo Carignano, il Castello del Valentino e la Villa della Regina; l'insediamento palafitticolo di Azeglio, compreso nel patrimonio dei 111 Antichi insediamenti sulle Alpi; l'architettura moderna di Ivrea "città industriale del XXesimo secolo".
Di proprietà della Città metropolitana di Torino è invece l'Abbazia di Novalesa, nelle Alpi della Valle di Susa e ai piedi del Colle del Moncenisio, fondata originariamente nel 726 d.C. e dopo alterne vicende soppressa a metà '800. Acquisita al patrimonio provinciale nel 1972, dal 1973 ospita nuovamente i monaci benedettini. Diverse campagne archeologiche e di restauro hanno permesso di approfondire la storia del complesso, recuperando anche antichi affreschi come i cicli di Sant'Eldrado e di San Nicola di Bari nella cappella di Sant'Eldrado. I reperti sono oggi ospitati presso il Museo archeologico dell'Abbazia, mentre gli arredi antichi sono suddivisi tra Museo civico d'arte antica di Torino (Palazzo Madama), la Chiesa parrocchiale di Santo Stefano di Novalesa, la Chiesa parrocchiale di Sant'Ippolito di Bardonecchia.
Altri luoghi di sicuro interesse sono poi la città di Susa, contraddistinta da considerevoli monumenti romani e medioevali, come l'Arco di Augusto, la Porta Savoia e il Castello della contessa Adelaide, il Castello di Masino a Caravino, l'Abbazia di Sant'Antonio di Ranverso a Buttigliera Alta e i forti di Fenestrelle di Exilles, situati negli omonimi comuni, ed il Forte Bramafam di Bardoneccia.

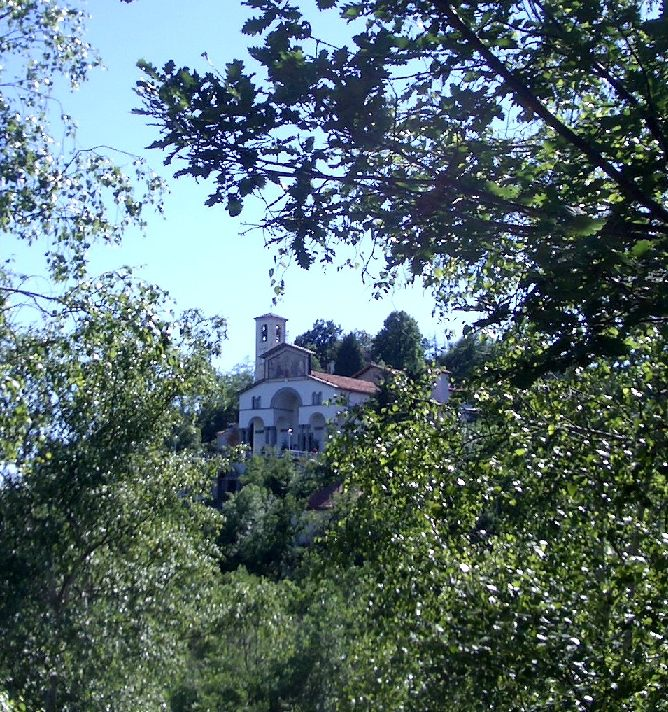
Sacro Monte di Belmonte (panorama con veduta del santuario)
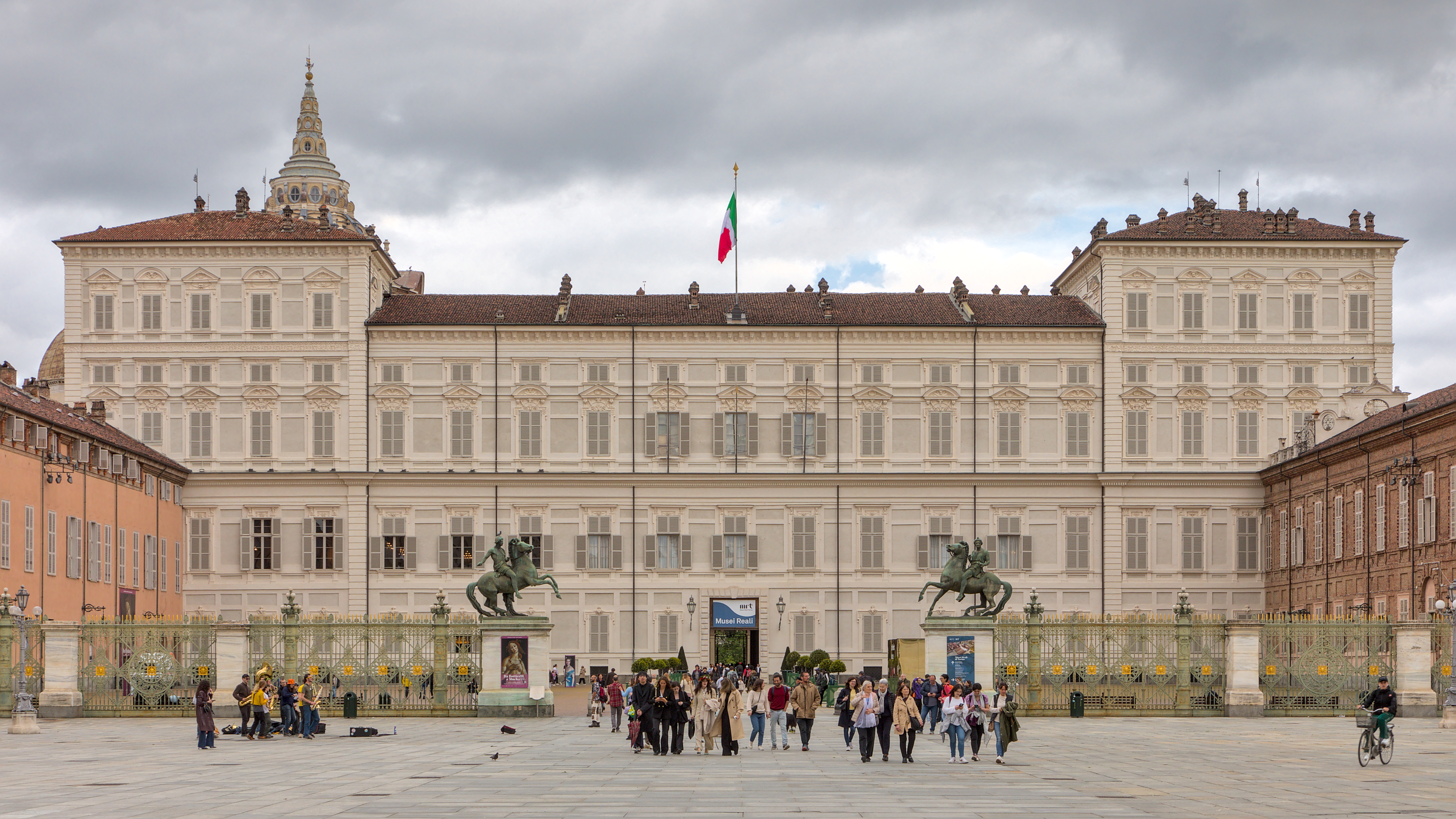
Palazzo Reale di Torino (prospetto)
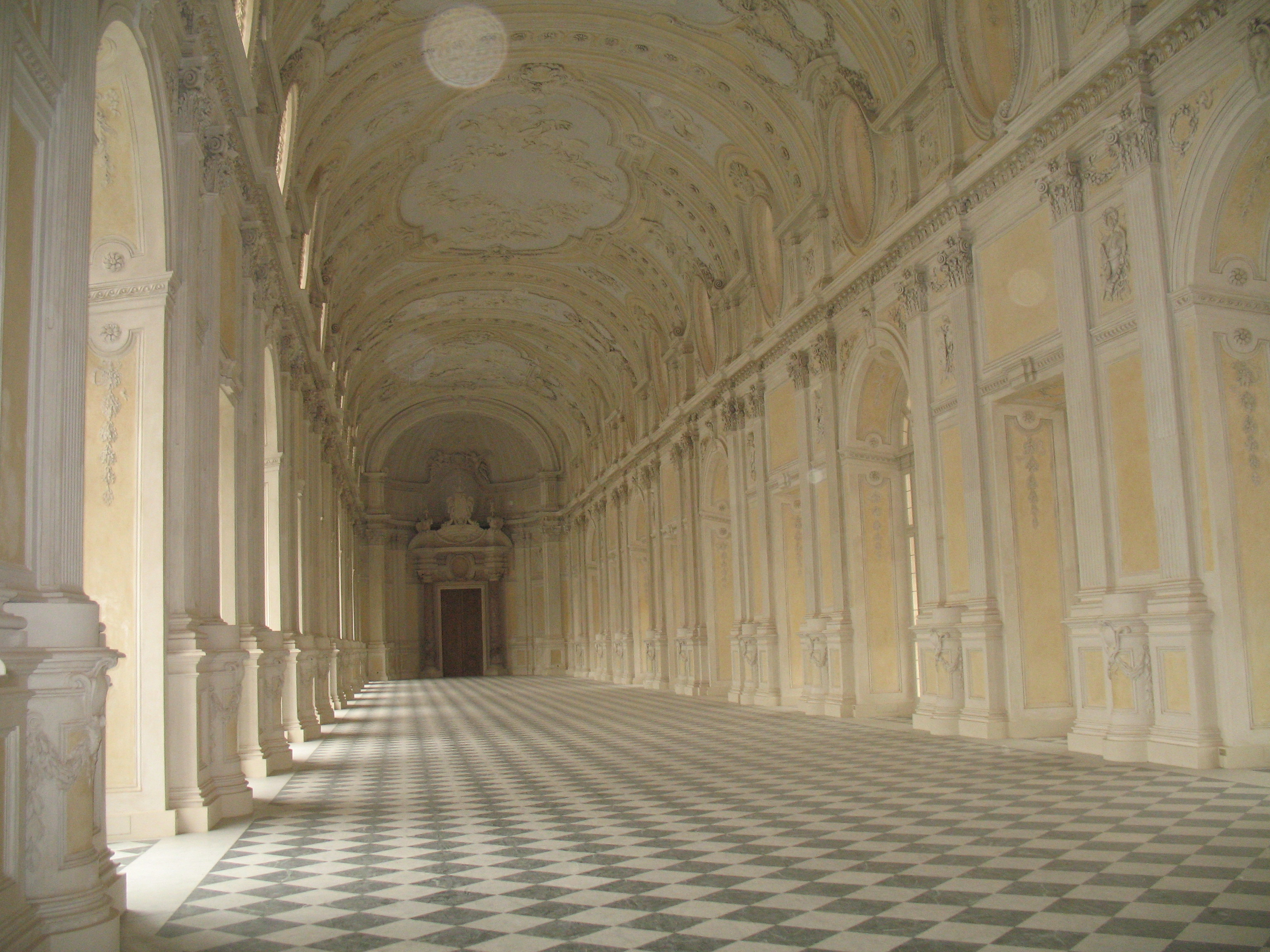
Reggia di Venaria Reale (Galleria Grande)
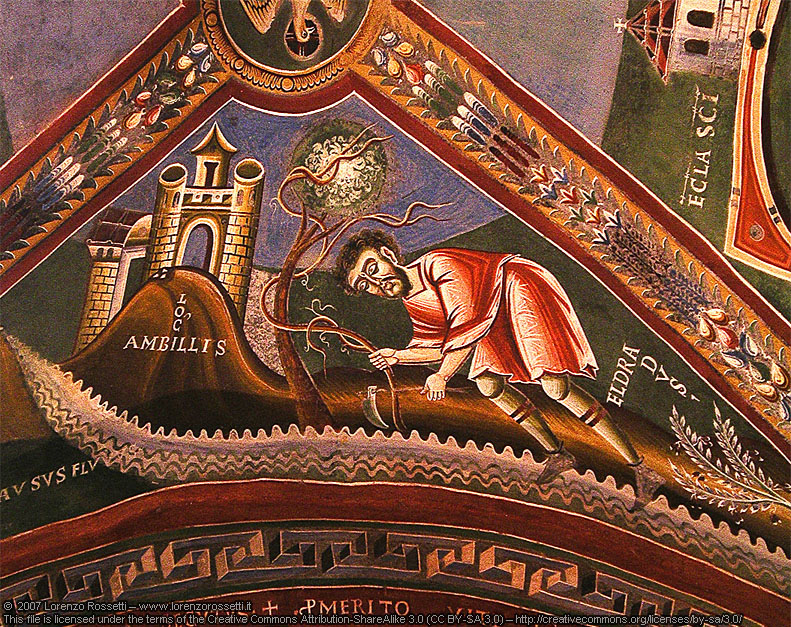
Vita di Sant'Eldrado affrescata nell'omonima cappella nel parco dell'Abbazia di Novalesa nell'XI secolo
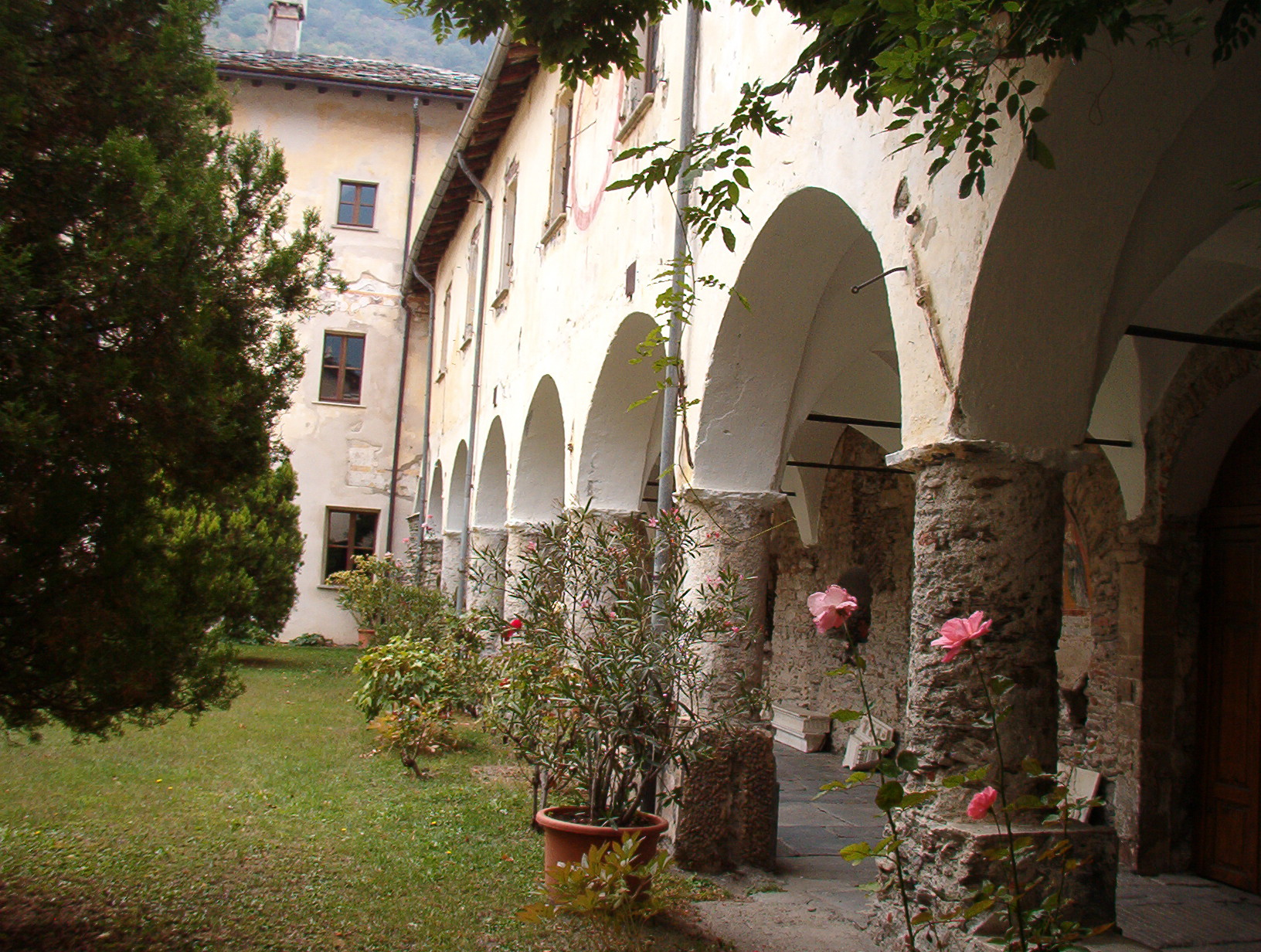
Chiostro dell'Abbazia di Novalesa
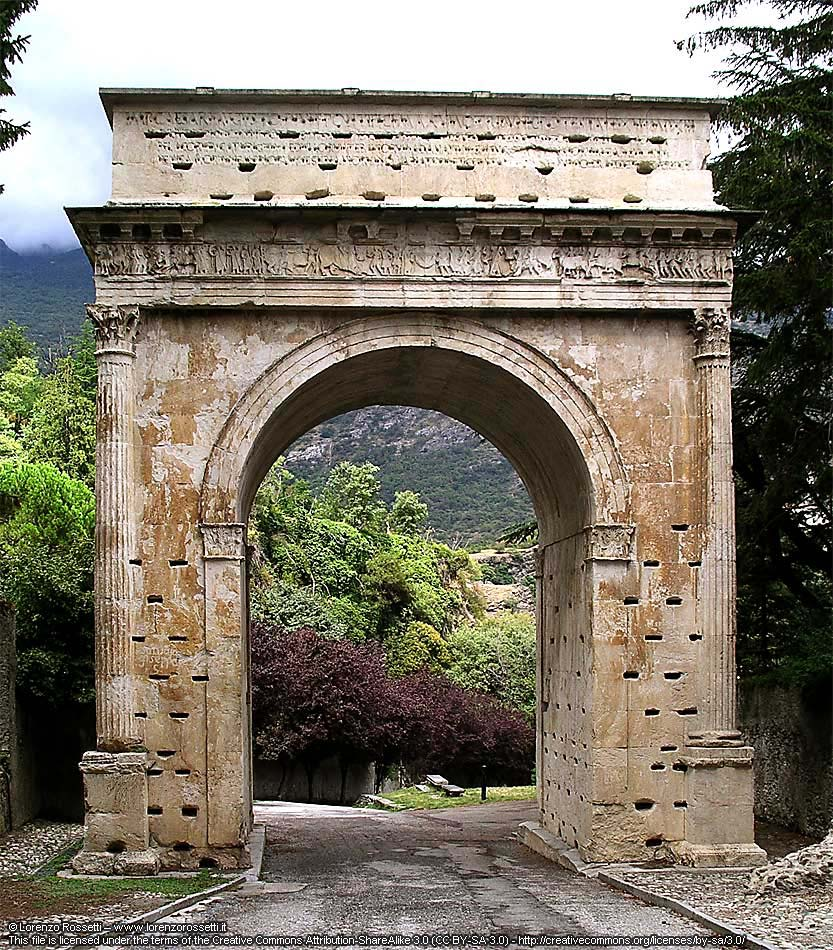
Arco di Augusto, a Susa
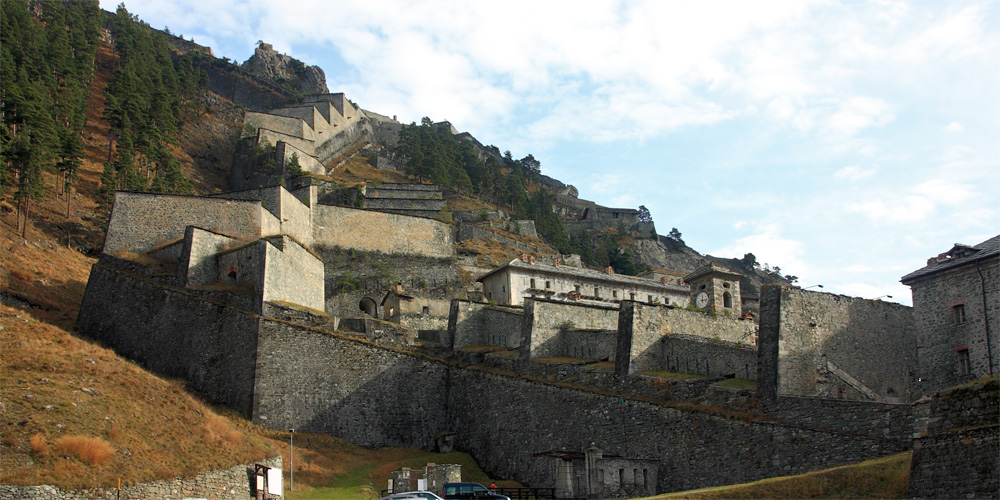
Forte di Fenestrelle, già simbolo dell'ex provincia di Torino
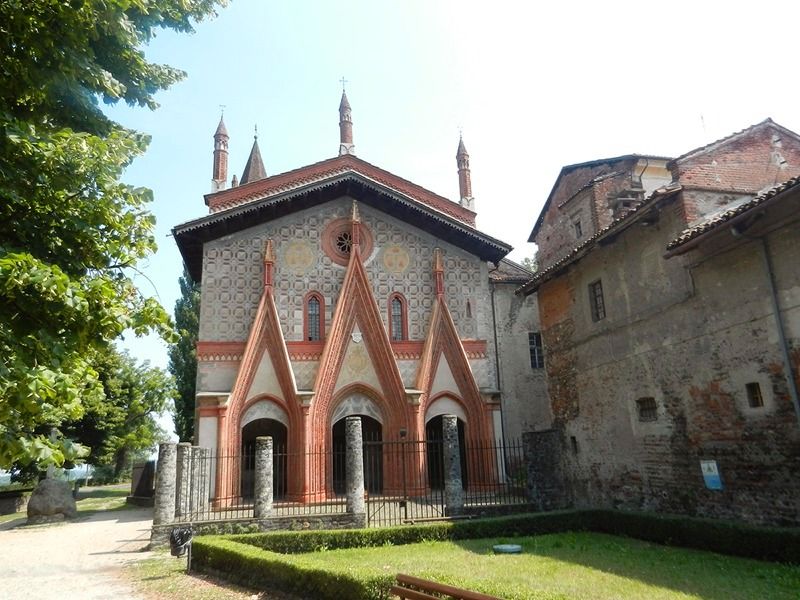
Abbazia di Sant'Antonio di Ranverso
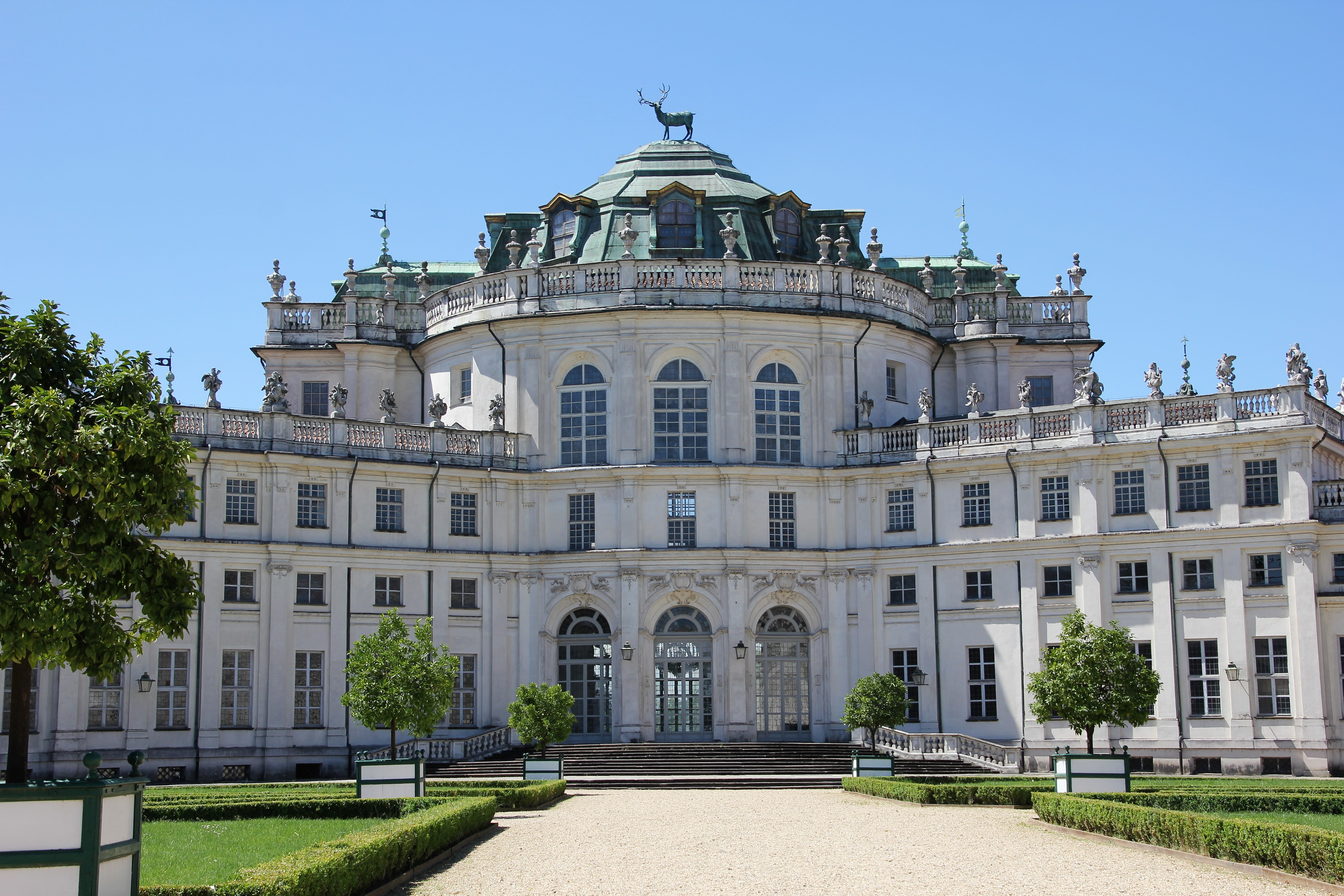
Palazzina di caccia di Stupinigi                                                                                 (prospetto)

## Infrastrutture e trasporti

### Strade
Il sistema stradale ed autostradale della città metropolitana di Torino è legato al proprio capoluogo, da cui dipartono le principali direttrici viarie di tutta la regione.

#### Autostrade
- A4 Torino-Sistiana: dal suo inizio in Torino (corso Giulio Cesare) fino alla barriera di Rondissone;
- A5 Torino-Monte Bianco: dal suo inizio fino a Quincinetto;
- A6 Torino-Savona: dal suo inizio in Torino (corso Unità d'Italia) fino a Carmagnola;
- A21 Torino-Brescia: dal suo inizio fino a Santena;
- A32 Torino-Frejus: è totalmente nella Città metropolitana di Torino;
- A55 Tangenziali di Torino: è il sistema tangenziale di Torino, composto dalla tangenziale Nord, dalla tangenziale Sud e dalla Torino-Pinerolo;
- Traforo del Frejus: il suo imbocco dal lato italiano è nei pressi di Bardonecchia;
- Ivrea-Santhià: diramazione autostradale che collega la Torino-Milano con la Torino-Aosta
- Raccordo autostradale 10 Torino-Caselle: raccordo autostradale per l'aeroporto di Caselle, è il proseguimento a nord di Corso Venezia.

#### Strade statali
- Strada statale 24 del Monginevro: da Susa al confine di Stato presso Claviere;
- Strada statale 25 del Moncenisio: da Torino al confine di Stato presso Moncenisio (intera estensione);
- Strada statale 26 della Valle d'Aosta: da Chivasso al confine regionale con la Valle d'Aosta (intera tratta regionale);
- Strada statale 335 di Bardonecchia: da Oulx a Bardonecchia (intera estensione);
- Strada statale 335 dir di Bardonecchia: da innesto con SS 24 presso Oulx a innesto SS 335 presso Oulx (intera estensione);
- Strada statale 393 di Villastellone: da Moncalieri a Carmagnola.

## Amministrazione
L'attuale sindaco metropolitano è Stefano Lo Russo, eletto sindaco di Torino nell'ottobre 2021 con il Partito Democratico. Il Consiglio metropolitano è scelto con elezione di secondo livello, il cui elettorato attivo e passivo è riservato ai consiglieri comunali e ai sindaci dei comuni metropolitani, mentre il sindaco metropolitano è di diritto il medesimo del comune di Torino.
| Nº | Nº | Ritratto | Nome             | Mandato         | Mandato         | Partito             | Carica                |
| Nº | Nº | Ritratto | Nome             | Inizio          | Fine            | Partito             | Carica                |
| -- | -- | -------- | ---------------- | --------------- | --------------- | ------------------- | --------------------- |
| 1  |    |          | Piero Fassino    | 1º gennaio 2015 | 30 giugno 2016  | Partito Democratico | Sindaco metropolitano |
| 2  |    |          | Chiara Appendino | 30 giugno 2016  | 27 ottobre 2021 | Movimento 5 Stelle  | Sindaca metropolitana |
| 3  |    |          | Stefano Lo Russo | 27 ottobre 2021 | in carica       | Partito Democratico | Sindaco metropolitano |

## Comuni
Appartengono alla città metropolitana i seguenti 312 comuni:
- Agliè
- Airasca
- Ala di Stura
- Albiano d'Ivrea
- Almese
- Alpette
- Alpignano
- Andezeno
- Andrate
- Angrogna
- Arignano
- Avigliana
- Azeglio
- Bairo
- Balangero
- Baldissero Canavese
- Baldissero Torinese
- Balme
- Banchette
- Barbania
- Bardonecchia
- Barone Canavese
- Beinasco
- Bibiana
- Bobbio Pellice
- Bollengo
- Borgaro Torinese
- Borgiallo
- Borgofranco d'Ivrea
- Borgomasino
- Borgone Susa
- Bosconero
- Brandizzo
- Bricherasio
- Brosso
- Brozolo
- Bruino
- Brusasco
- Bruzolo
- Buriasco
- Burolo
- Busano
- Bussoleno
- Buttigliera Alta
- Cafasse
- Caluso
- Cambiano
- Campiglione-Fenile
- Candia Canavese
- Candiolo
- Canischio
- Cantalupa
- Cantoira
- Caprie
- Caravino
- Carema
- Carignano
- Carmagnola
- Casalborgone
- Cascinette d'Ivrea
- Caselette
- Caselle Torinese
- Castagneto Po
- Castagnole Piemonte
- Castellamonte
- Castelnuovo Nigra
- Castiglione Torinese
- Cavagnolo
- Cavour
- Cercenasco
- Ceres
- Ceresole Reale
- Cesana Torinese
- Chialamberto
- Chianocco
- Chiaverano
- Chieri
- Chiesanuova
- Chiomonte
- Chiusa di San Michele
- Chivasso
- Ciconio
- Cintano
- Cinzano
- Cirié
- Claviere
- Coassolo Torinese
- Coazze
- Collegno
- Colleretto Castelnuovo
- Colleretto Giacosa
- Condove
- Corio
- Cossano Canavese
- Cuceglio
- Cumiana
- Cuorgnè
- Druento
- Exilles
- Favria
- Feletto
- Fenestrelle
- Fiano
- Fiorano Canavese
- Foglizzo
- Forno Canavese
- Frassinetto
- Front
- Frossasco
- Garzigliana
- Gassino Torinese
- Germagnano
- Giaglione
- Giaveno
- Givoletto
- Gravere
- Groscavallo
- Grosso
- Grugliasco
- Ingria
- Inverso Pinasca
- Isolabella
- Issiglio
- Ivrea
- La Cassa
- La Loggia
- Lanzo Torinese
- Lauriano
- Leini
- Lemie
- Lessolo
- Levone
- Locana
- Lombardore
- Lombriasco
- Loranzè
- Luserna San Giovanni
- Lusernetta
- Lusigliè
- Macello
- Maglione
- Mappano
- Marentino
- Massello
- Mathi
- Mattie
- Mazzè
- Meana di Susa
- Mercenasco
- Mezzenile
- Mombello di Torino
- Mompantero
- Monastero di Lanzo
- Moncalieri
- Moncenisio
- Montaldo Torinese
- Montalenghe
- Montalto Dora
- Montanaro
- Monteu da Po
- Moriondo Torinese
- Nichelino
- Noasca
- Nole
- Nomaglio
- None
- Novalesa
- Oglianico
- Orbassano
- Orio Canavese
- Osasco
- Osasio
- Oulx
- Ozegna
- Palazzo Canavese
- Pancalieri
- Parella
- Pavarolo
- Pavone Canavese
- Pecetto Torinese
- Perosa Argentina
- Perosa Canavese
- Perrero
- Pertusio
- Pessinetto
- Pianezza
- Pinasca
- Pinerolo
- Pino Torinese
- Piobesi Torinese
- Piossasco
- Piscina
- Piverone
- Poirino
- Pomaretto
- Pont Canavese
- Porte
- Pragelato
- Prali
- Pralormo
- Pramollo
- Prarostino
- Prascorsano
- Pratiglione
- Quagliuzzo
- Quassolo
- Quincinetto
- Reano
- Ribordone
- Riva presso Chieri
- Rivalba
- Rivalta di Torino
- Rivara
- Rivarolo Canavese
- Rivarossa
- Rivoli
- Robassomero
- Rocca Canavese
- Roletto
- Romano Canavese
- Ronco Canavese
- Rondissone
- Rorà
- Rosta
- Roure
- Rubiana
- Rueglio
- Salassa
- Salbertrand
- Salerano Canavese
- Salza di Pinerolo
- Samone
- San Benigno Canavese
- San Carlo Canavese
- San Colombano Belmonte
- San Didero
- San Francesco al Campo
- San Germano Chisone
- San Gillio
- San Giorgio Canavese
- San Giorio di Susa
- San Giusto Canavese
- San Martino Canavese
- San Maurizio Canavese
- San Mauro Torinese
- San Pietro Val Lemina
- San Ponso
- San Raffaele Cimena
- San Sebastiano da Po
- San Secondo di Pinerolo
- Sangano
- Sant'Ambrogio di Torino
- Sant'Antonino di Susa
- Santena
- Sauze d'Oulx
- Sauze di Cesana
- Scalenghe
- Scarmagno
- Sciolze
- Sestriere
- Settimo Rottaro
- Settimo Torinese
- Settimo Vittone
- Sparone
- Strambinello
- Strambino
- Susa
- Tavagnasco
- Torino
- Torrazza Piemonte
- Torre Canavese
- Torre Pellice
- Trana
- Traversella
- Traves
- Trofarello
- Usseaux
- Usseglio
- Vaie
- Valchiusa
- Val della Torre
- Val di Chy
- Valgioie
- Vallo Torinese
- Valperga
- Valprato Soana
- Varisella
- Vauda Canavese
- Venaria Reale
- Venaus
- Verolengo
- Verrua Savoia
- Vestignè
- Vialfrè
- Vidracco
- Vigone
- Villafranca Piemonte
- Villanova Canavese
- Villar Dora
- Villar Focchiardo
- Villar Pellice
- Villar Perosa
- Villarbasse
- Villareggia
- Villastellone
- Vinovo
- Virle Piemonte
- Vische
- Vistrorio
- Viù
- Volpiano
- Volvera

### Comuni più popolosi
| Pos. | Comune           | Popolazione (ab) | Superficie (km²) | Densità (ab/km²) | Altitudine (m s.l.m.) |
| ---- | ---------------- | ---------------- | ---------------- | ---------------- | --------------------- |
| 1º   | Torino           | 849 795          | 130,01           | 6 925            | 239                   |
| 2º   | Moncalieri       | 56 517           | 47,53            | 1 189            | 260                   |
| 3º   | Collegno         | 49 175           | 18,10            | 2 765            | 302                   |
| 4º   | Rivoli           | 47 364           | 29,50            | 1 606            | 352                   |
| 5º   | Settimo Torinese | 46 833           | 31,46            | 1 485            | 207                   |
| 6º   | Nichelino        | 46 576           | 20,56            | 2 265            | 229                   |
| 7º   | Grugliasco       | 36 732           | 13,13            | 2 798            | 293                   |
| 8º   | Chieri           | 35 962           | 54,20            | 664              | 283                   |
| 9º   | Pinerolo         | 35 575           | 50,34            | 707              | 376                   |
| 10º  | Venaria Reale    | 32 883           | 20,44            | 1 609            | 262                   |
| 11º  | Carmagnola       | 28 361           | 95,72            | 304              | 240                   |
| 12º  | Chivasso         | 26 610           | 51,24            | 521              | 183                   |

### Comuni meno popolati
| Comune            | Popolazione (ab) |
| ----------------- | ---------------- |
| Ingria            | 44               |
| Ribordone         | 47               |
| Moncenisio        | 48               |
| Massello          | 55               |
| Salza di Pinerolo | 65               |
| Valprato Soana    | 87               |

## Zone omogenee
Il 1º aprile 2015 il consiglio metropolitano ha approvato la proposta di ripartizione del territorio in 11 zone omogenee, ratificata dalla conferenza metropolitana il successivo 14 aprile:
- Zona 1: Torino, 1 Comune, 870.952 abitanti;
- Zona 2: Area metropolitana di Torino ovest, 14 Comuni, 237.561 abitanti;
- Zona 3: Area metropolitana di Torino sud, 18 Comuni, 268.978 abitanti;
- Zona 4: Area metropolitana di Torino nord, 8 Comuni, 137.178 abitanti;
- Zona 5: Pinerolese, 45 Comuni, 131.871 abitanti;
- Zona 6: Valli Susa e Sangone, 40 Comuni, 103.500 abitanti;
- Zona 7: Ciriacese - Valli di Lanzo, 40 Comuni, 101.148 abitanti;
- Zona 8: Canavese occidentale, 46 Comuni, 82.080 abitanti;
- Zona 9: Eporediese, 54 Comuni, 88.006 abitanti;
- Zona 10: Chivassese, 24 Comuni, 99.588 abitanti;
- Zona 11: Chierese - Carmagnolese, 22 Comuni, 131.517 abitanti.